# Сафија Фаркаш
Сафија Фаркаш (арап. صفية فركاش; 1952) удовица је бившег либијског вође Муамера ел Гадафија.

## Биографија
Рођена је у граду Ел Баида и потиче из плема Ел Бараеса. Поједини извори наводе да је из Мостара и да има или хрватско или мађарско поријекло.
Радила је као медицинска сестра, а 1971. године упознала је Гадафија када је био примљен у болницу на Бањици ради обављања апендектомије. Вјенчали су се исте године и имају шест синова и једну кћерку. Један њихов син, Сејф ел Араб ел Гадафи, убијен је у нападу НАТО-а дана 30. априла 2011. године.
Године 2008, Сафија Фаркаш је била изабрана за потпредсједника Организације афричких првих дама на засједању Афричке уније у египатском граду Шарм ел Шеику. Њено богатство је процијењено на 30 милијарди долара.
Дана 29. августа 2011, током Рата у Либији (2011), Сафија Фаркаш је заједно са синовима Мухамедом и Ханибалом и кћерком Ајшом, отишла за Алжир.